# Lou Myers
Lou Leabengula Myers (* 26. September 1935 in Chesapeake, West Virginia; † 19. Februar 2013 in Charleston, West Virginia) war ein US-amerikanischer Schauspieler.

## Leben
Lou Myers wurde als Sohn von Dorothy Jeffries, geb. Brown geboren.
Myers begann seine Karriere als Theaterschauspieler 1975 am Broadway in New York City. Sein Broadway-Debüt gab er als Zweitbesetzung in der Rolle des Reverend Moseley in dem Theaterstück The First Breeze of Summer von Leslie Lee. Weitere Rollen am Broadway hatte er in den Theaterstücken The Piano Lesson (1990/1991), in der von Oprah Winfrey produzierten Bühnenfassung des Romans Die Farbe Lila (2005–2008; Rolle: Alter Mann) und in Die Katze auf dem heißen Blechdach (2008; Rolle: Reverend Tooker).
Er gewann den NAACP Image Award in der Kategorie „Best Actor“ für seine Rolle als Lockspitzel in August Wilsons Theaterstück King Hedley II.(Albert Ivar Goodman Theatre, Chicago, 2000; Virginia Theatre, New York City, 2001).
Im Film wurde Myers meist in der Rolle des griesgrämigen, mürrischen alten Mannes besetzt. Er hatte unter anderem Nebenrollen in den Filmen Tin Cup (1996), Stella’s Groove – Männer sind die halbe Miete (1998) und Wedding Planner – Verliebt, verlobt, verplant (2001). Im letztgenannten Film spielte er die Rolle des Burt Weinberg, einen Freund der Rollenfigur Mary und ihrem Vater Mr. Fiore.
Seine bekannteste Rolle hatte Myers von 1988 bis 1993 als Mr. Vernon Gaines in der US-amerikanischen Sitcom College Fieber, einem Spin-off zu der erfolgreichen Sitcom Die Bill Cosby Show. Myers spielte den Inhaber und Manager des Campus-Treffpunkts The Pit. 1987 hatte Myers bereits in zwei Folgen der Bill Cosby Show in einer anderen Rolle mitgewirkt.
Myers hatte auch Episodenrollen in den US-amerikanischen Fernsehserien Ein Vater für zwei (1994), Der Sentinel – Im Auge des Jägers (1996), JAG – Im Auftrag der Ehre (1998), Emergency Room – Die Notaufnahme (2001) und New York Cops – NYPD Blue (2004/2005).
Myers war auch als Pianist tätig. Er trat als Interpret von Jazz- und Blues-Songs in einer eigenen Cabaret-Show mit dem Titel Negro Music in Revue auf.
Myers starb im Alter von 77 Jahren im Charleston Area Medical Center im US-Bundesstaat West Virginia an Herzversagen. Im Dezember 2012 war Myers wegen einer Lungenentzündung ins Krankenhaus eingeliefert worden und hatte im Januar 2013 einen Rückfall erlitten.

## Filmografie
- 1975: The First Breeze of Summer
- 1987: Die Bill Cosby Show (The Cosby Show) (Fernsehserie, zwei Folgen)
- 1988–1993: College Fieber (A Different World) (Fernsehserie)
- 1993: Thea (Fernsehserie, eine Folge)
- 1994: Ein Vater für zwei (The Sinbad Show) (Fernsehserie, eine Folge)
- 1995: Living Simple (Fernsehserie, eine Folge)
- 1995: Die Passion des Darkly Noon (The Passion of Darkly Noon)
- 1996: Der Sentinel – Im Auge des Jägers (The Sentinel) (Fernsehserie, eine Folge)
- 1996: Tin Cup
- 1997: Volcano – Heißer als die Hölle (Volcano)
- 1998: JAG – Im Auftrag der Ehre (JAG) (Fernsehserie)
- 1998: Stella’s Groove – Männer sind die halbe Miete (How Stella Got Her Groove Back)
- 2001: Wedding Planner – Verliebt, verlobt, verplant (The Wedding Planner)
- 2001: Emergency Room – Die Notaufnahme (ER) (Fernsehserie)
- 2003: The Fighting Temptations
- 2003: All About The Andersons (Fernsehserie)
- 2004: Team Player
- 2004: New York Cops – NYPD Blue (NYPD Blue) (Fernsehserie)
- 2009–2010: My Parents, My Sister & Me (Fernsehserie)
- 2010: It’s Kind of a Funny Story